# Parafia Matki Bożej Szkaplerznej w Kalniku
Parafia Matki Bożej Szkaplerznej w Kalniku – parafia rzymskokatolicka w diecezji elbląskiej. Erygowana przed 1517 rokiem, reerygowana w 1945 przez administratora warmińskiego Teodora Benscha.
Do parafii należą wierni z miejscowości: Kalnik, Królewo, Kwitajny, Kolonia Kalnicka, Kępa Kalnicka i Zielno. Tereny te znajdują się w gminie Morąg, w powiecie ostródzkim w województwie warmińsko-mazurskim.
Kościół parafialny w Kalniku został wybudowany w latach 1730–1738